# 蒙疆电气通讯设备株式会社
蒙疆电气通讯设备株式会社是1938年在张家口成立的一家电气通讯设备株式会社，为日本和蒙疆双方合资创建。

## 简介
1938年3月5日，蒙疆电气通讯设备株式会社在张家口成立，社址位于张家口市长胜大街公字第一号。该会社是为蒙疆各级邮电机构、政府以及其他单位生产并提供通信设备，提供设备安装及维护服务，紧急情况下与蒙疆邮电总局合并，以完成通信任务。
该社为日本、蒙疆合资创建的民有官营机构，资金1200万元，在蒙疆联合委员会特殊法人绝对保障下行使职责，由蒙疆邮电总局全面履行特殊法人资格。出资单位及出资额为，蒙疆联合委员会实物投资200万元，蒙疆银行400万元，日本电报电话工程株式会社400万元，国际电气株式会社200万元。
蒙疆电气通讯设备株式会社的理事长为沙拉巴多尔，理事为白奎祥、于美江、吉野圭三、郡新一郎，监事有酒井辉马、长岛正降、沈文炳。
蒙疆电气通讯设备株式会社的出张所设于张家口、大同、厚和、包头等地。